# La Chanson du passé
Pour plus de détails, voir Fiche technique et Distribution.
La Chanson du passé (titre original : Penny Serenade) est un film américain réalisé par George Stevens, sorti en 1941.

## Synopsis
Un jeune homme (Cary Grant) passe devant un magasin de disques et voit une belle femme. Il entre, et trouve un moyen pour la charmer. Plus tard ils se marient. Il est journaliste et est muté au Japon. Elle veut le suivre, il accepte, et ils y ont une belle maison. Elle veut un enfant, tandis que lui n’a pas l’air de les aimer. Il finit par accepter. Elle tombe enceinte, mais un malheureux tremblement de terre lui fait faire une fausse couche. Elle ne peut plus avoir d’enfant. 
Ils retournent aux États-Unis. 
Cary est, dans le film, un peu rêveur et ouvre une imprimerie et essaie de lancer son propre journal. Il perd beaucoup d’argent et n’a aucun revenu. Ils finissent par décider d’adopter un enfant. Ils font croire qu’ils ont un bon revenu au service d’adoption pour avoir un enfant le plus vite possible. Ils demandent un garçon aux yeux bleus et aux cheveux bouclés âgé de deux ans. Ils vont devoir attendre longtemps pour une telle demande. La dame de l’adoption leur confie peu de temps après une fille. Un bambin. Ils voulaient pourtant avoir un garçon, mais un autre couple a la priorité sur eux. Alors, ils finissent par accepter. Un an plus tard, ils doivent passer devant un juge pour savoir s’ils peuvent garder l’enfant définitivement. Apprenant les revenus de la famille, le juge ne veut pas leur confier la petite. Alors, Grant trouve des arguments très touchants pour la garder, des arguments qui font fondre même les âmes les moins sensibles. Il finit par garder la petite. Au bout de huit ans, la fillette est emportée par une maladie foudroyante. Grant se conduit comme un étranger envers son entourage et fuit. Sa femme écrit une lettre à la femme du service d’adoption pour annoncer la mauvaise nouvelle. Plus tard, elle s’apprête à partir  quand Cary Grant entre dans la demeure familiale. Le téléphone sonne, et la charmante bonne vieille du service d’adoption leur annonce qu’un colis est arrivé. Un petit garçon de deux ans, bouclé, aux yeux bleus, est prêt à être adopté. Ils doivent faire vite, car un autre couple a la priorité sur eux…

## Fiche technique
- Titre : La Chanson du passé
- Titre original : Penny Serenade
- Réalisation : George Stevens
- Production : George Stevens et Fred Guiol (producteur associé)
- Société de production : Columbia Pictures
- Scénario : Morrie Ryskind (d’après une histoire de Martha Cheavens (en))
- Photographie : Joseph Walker et Franz Planer
- Montage : Otto Meyer (en)
- Directeur musical : Morris Stoloff
- Musique : W. Franke Harling
- Direction artistique : Lionel Banks
- Pays de production : États-Unis
- Langue : anglais
- Format : Noir et blanc - Son : Mono (Western Electric Mirrophonic Recording)
- Genre : Mélodrame romantique
- Durée : 119 minutes
- Dates de sortie :
  - États-Unis : 24 avril 1941
  - France : 8 janvier 1947

## Distribution
- Irene Dunne : Julie Gardiner Adams, la vendeuse d'un magasin de disques qui épouse Roger
- Cary Grant : Roger Adams, le directeur d'un quotidien de province, son mari
- Beulah Bondi : Miss Oliver, la directrice de l'association d'adoption
- Edgar Buchanan : Applejack Carney, l'ami des Adams, l'imprimeur du journal
- Ann Doran : Dotty 'Dot', l'amie de Julie
- Eva Lee Kuney : Trina Adams, la fille adoptive des Adams à 6 ans
- Leonard Willey : le docteur Hartley
- Wallis Clark : le juge
- Walter Soderling : Billings
- Baby Jane Biffle : Trina Adams, la fille adoptive des Adams à 1 an

Acteurs non crédités
- Dorothy Adams : la mère dans la voiture qui a calé
- Henry Dixon : le vieil imprimeur
- Bess Flowers : une mère
- Otto Han : Sam, le cuisinier
- Donald Kerr : un danseur à la soirée
- Eddie Laughton (en) : le chauffeur de taxi
- Frank Mills : l'imprimeur joufflu
- Emmett Vogan : Carter

## Récompenses et distinctions
- Cary Grant a été nommé aux Oscars en 1942 dans la catégorie du meilleur acteur pour ce film. Ce fut Gary Cooper qui obtint la récompense pour son rôle dans Sergent York.